# アカウントアグリゲーション
アカウントアグリゲーション(Account aggregation) とは、
インターネットバンキングなどに預金者が保有する、異なる金融機関の複数の口座の情報を、単一のコンピュータスクリーンに集約して表示するサービスの総称。

## 概要
このサービスは、インターネットバンキングが広く利用されるようになってから登場したものであり、サービスのID/パスワードを登録することで、複数の口座の情報を集約するものである。スクリーンスクレイピングというhtmlを解析する手法により実現されている。
1)各金融機関などのサービスのID/パスワード、2)口座情報、3)スクレイピングエンジンの保管・稼動場所の相違によりサービス形態が異なる。
1)2)3)ともにサーバ側で管理する方式をサーバ型といい、この場合Webブラウザを用いてサービス提供され、主にASPサービスとして提供されている。
これに対し、1)2)3)ともにクライアントPCに保存管理される方式をクライアント型という。この場合は専用のソフトウェアを使用する。
この他、1)はクライアントPCに保管し、2)3)をサーバ側に置くハイブリッド型という方式も最近確認されている。
いずれにしろ、アカウントアグリゲーションは情報を取得される側からの承諾を得て行われているサービスではなく、あくまでも利用者の代理として情報を集約してきていることに特徴がある。
最近では、航空会社のマイレージ情報や、ポイントサイトのポイント情報など、集約する情報の範囲が広がっている。また、複数の情報を集約する点を生かし、異なるサイトの情報（預金残高とクレジットカード請求額など）を比較して結果を通知するような付加サービスを提供する運用者もある。

## サーバ型
サービス提供者は利用者から各インターネットバンキングサイトの利用者アカウントIDとパスワードをあらかじめ預かり、サービス提供者がこれを使って各インターネットバンキングサイトへ接続を行う。
表示されるWeb画面を「スクリーンスクレイピング」（w:en:Screen scraping）という技術を使って取得し、これを解析・再構成して利用者のコンピュータスクリーンに表示する。
米国が発祥だが、日本ではPayPay銀行や三菱UFJ銀行等のインターネットバンキングサイトやMSN、goo等のポータルサイトで提供されている。
複雑なシステムであり、実際に運用されているものは限られる。

### 日本で運用されているシステム
Miroku Webcash International運用「AccountTracker」
NTTビズリンク運用「Agurippa」 
ソニー銀行「人生通帳スタンダード」
ジェーシービー「安心お知らせメール」
マネックス証券「MONEX ONE」
NTTコミュニケーションズ「OCN家計簿」
野村総合研究所運用「InterCollage」
野村證券
みずほマイレージクラブ「インターネットサービス」（みずほ銀行）
日本航空「国際線予約：運賃／ホテル検索」「JAL MAP(2007年度グッドデザイン賞受賞)」
ポイ探運用「ポイント自動管理」
ポイント探検倶楽部
　　マネーツリー株式会社運用「MT LINK」

　　弥生株式会社のスマートコネクト

　　株式会社TKC「e21まいスター」「FX2」

　　株式会社アックスコンサルティングのハイブリッド会計「Crew」

　　株式会社エヌエムシィ「CASH RADAR PBシステム」
株式会社マネーフォワード運用「マネーフォワード」

## クライアント型
預金者が自分の利用者アカウントIDとパスワードをサービス提供者に預けることに情報漏洩の
不安を持ってしまうことに配慮して、預金者の使用するPCで動作
するアプリケーションとして提供されるものが、いわゆる「クライアント型」である。
サーバ型と同様にスクリーンスクレイピング技術を使って各金融機関サイトからの情報を
取得し、再構成して表示する。
通常アカウントIDとパスワードは利用者のPCだけに保存されているため、その管理責任は利用者にある。そのため利用者はスパイウェアやファーミングなどの被害を受けないよう、自らPCの管理に注意を払う必要がある。ただし、サービスによっては情報を暗号化して保存することでそのリスクを低減している。
SBIホールディングス提供「MoneyLook」系
ヤフージャパン「MoneyLook with Yahoo!」
SBI証券「MoneyLook for SBI証券」
弥生「MoneyLook for 弥生」
- サイオ提供「Aggregation (Client-type)」

## ハイブリッド型
アカウントIDとパスワードをクライアントPCに、画面はウェブブラウザというように、クライアント型とサーバ型を組み合わせた方式。クライアント型のように利用のためのアプリケーション起動を行う必要が無く、既存ウェブサービスとの親和性、連動性が高い方式。